# Hrabstwo Boone (Arkansas)

Piramida wieku hrabstwa

Hrabstwo Boone (ang. Boone County) – hrabstwo w stanie Arkansas w Stanach Zjednoczonych. Liczy 37,4 tys. mieszkańców (2019). Siedzibą i największym miastem hrabstwa jest Harrison.
Hrabstwo powstało 9 kwietnia 1869.

## Główne drogi
- US 62/US 412
- U.S. Highway 65
- U.S. Route 65 Business
- Arkansas Highway 7
- Arkansas Highway 14
- Arkansas Highway 43
- Arkansas Highway 123
- Arkansas Highway 206
- Arkansas Highway 281
- Arkansas Highway 392
- Arkansas Highway 396
- Arkansas Highway 397
- Droga Lotnicza 980

## Sąsiednie hrabstwa
- Hrabstwo Taney (północ)
- Hrabstwo Marion (wschód)
- Hrabstwo Searcy (południowy wschód)
- Hrabstwo Newton (południe)
- Hrabstwo Carroll (zachód)

## Miasta i miejscowości
| - Alpena - Bellefonte - Bergman - Diamond City | - Everton - Harrison - Lead Hill - Omaha | - South Lead Hill - Valley Springs - Zinc |

## Demografia
W 2019 roku do największych grup należą osoby pochodzenia irlandzkiego (16,6%), niemieckiego (14,9%), angielskiego (14,2%), „amerykańskiego” (8,5%), szkockiego lub szkocko–irlandzkiego (4,6%), francuskiego (3,6%) i holenderskiego (3,0%).

## Religia
W 2010 roku 70,2% populacji jest członkami kościołów protestanckich, głównie: baptystycznych (31,3%), bezdenominacyjnych (16,4%), zielonoświątkowców (7,7%), campbellitów (5,6%), metodystów (2,9%) i uświęceniowców (2,8%).
Kościół katolicki obejmując 2,63% populacji jest piątym co do wielkości związkiem wyznaniowym. 1,55% jest członkami społeczności mormońskiej.
Poza tym istnieją związki wyznaniowe, które nie zostały uwzględnione w danych statystycznych, z powodu braku danych. Do najważniejszych należą: Zjednoczony Kościół Zielonoświątkowy (3 zbory), Kościół Boży Wiary Apostolskiej (3 zbory) i świadkowie Jehowy (1 zbór).